# 宮山町 (神戸市)
宮山町（みややまちょう）は兵庫県神戸市灘区の町名。現行行政地名は宮山町一丁目から宮山町三丁目。郵便番号657-0065。

## 地理
灘区北東部に位置する。阪急電鉄六甲駅を有する。
東は高羽町、南は阪急神戸線を挟み八幡町、西は篠原中町、北は山田町。東から順に一～三丁目がある。

## 歴史
八幡字宮山・五社田・山田・常地免・西ノ川・荒野・家の東から成立した。
宮山と呼ばれた六甲八幡神社の社領地だったところである。旧・八幡字宮山は社殿の北にある九反一畝三歩の丘陵地であった。大正の中頃までマツタケを取りに行く人があったという。
『神戸の町名 改訂版』によれば、旧字の五社田は「御社田」であり、神饌を作る田だったという。

## 人口統計
令和2年国勢調査（2020年10月1日）における世帯数425、人口765で内男性341人・女性424人。